# هنري آرثر كاليس
هنري آرثر كاليس (بالإنجليزية: Henry Arthur Callis)‏ هو طبيب أمريكي، ولد في 14 يناير 1887 في روتشستر في الولايات المتحدة، وتوفي في 12 نوفمبر 1974 في واشنطن العاصمة في الولايات المتحدة.